# Dictya praecipua
Dictya praecipua är en tvåvingeart som beskrevs av Orth 1991. Dictya praecipua ingår i släktet Dictya och familjen kärrflugor.
Artens utbredningsområde är Virginia. Inga underarter finns listade i Catalogue of Life.